# English (fiume)
L'English è un fiume del Canada che scorre nell'Ontario. Il fiume nasce nel Distretto di Kenora, poi scorre, attraversando anche il Lago Seul, per 615 chilometri fino ad immettersi nel fiume Winnipeg, nei pressi dei confini dell'Ontario con il Manitoba.